# Garra lamta
Garra longipinnis é uma espécie de Actinopterygii da família Cyprinidae.
Pode ser encontrada no sul da Ásia.